# TSV Ampfing
Turn- und Sportverein 1927 Ampfing e.V. é uma agremiação esportiva alemã, fundada a 19 de maio de 1927, sediada em Ampfing, na Baviera.

## História
Além do futebol, mantem departamentos de ginástica, caratê, esqui, tênis de mesa e tênis.
Foi criado como clube de ginástica Turn- und Sportverein Ampfing e formou um departamento de futebol em 1931. O clube foi desativado no rescaldo da Segunda Guerra Mundial, quando as autoridades de ocupação aliadas proibiram a maioria das organizações em todo o país, incluindo as esportivas. Ele foi restabelecido a 14 de setembro de 1949.
O TSV era então partícipe da terceira divisão, a Amateuroberliga Bayern de 1979 a 1989. Conquistou seu melhor resultado, um terceiro lugar em 1985. Franz Schick, jogando pelo Ampfing, na Oberliga, terminou como artilheiro em 1981, 1982, 1985, 1986 e 1988. O clube também apareceu na temporada, 1979-1980, da DFB-Pokal, a Copa da Alemanha, na qual foi eliminado na primeira fase. Depois de terminar em 14º, em 1989, foi rebaixado para a Landesliga Bayern-Süd (IV), na qual com exceção da temporada 1996-97 gasta na Bezirksoberliga Oberbayern (VI), que iria jogar até 2002. O time caiu para a Bezirksliga Oberbayern-Ost (VII), em 2006, e depois de vencer o título, em 2009, retornaria à Bezirksoberliga (VII) em 2010.
No final da temporada 2011-12, se classificou para a rodada de promoção para a Landesliga recém-expandida depois de terminar em 12º na Bezirksoberliga. Nesta rodada, ganhou a promoção através de uma vitória nas penalidades contra o TSV 1860 Rosenheim II.

## Títulos

### Liga
- Landesliga Bayern-Süd (IV)
  - Campeão: 1979
- Bezirksoberliga Oberbayern (VI)
  - Campeão: 1997
- Bezirksliga Oberbayern-Ost (V-VIII)
  - Campeão: 1975, 1978, 2009
  - Vice-campeão: 1976, 2008

## Cronologia recente
Todas as posições do Ampfing desde a temporada 1999–00.
| Temporada | Divisão                    | Módulo | Posição |
| 1999–00   | Landesliga Bayern-Süd      | V      | 5º      |
| 2000–01   | Landesliga Bayern-Süd      | V      | 11º     |
| 2001–02   | Landesliga Bayern-Süd      | V      | 15º ↓   |
| 2002–03   | Bezirksoberliga Oberbayern | VI     | 9º      |
| 2003–04   | Bezirksoberliga Oberbayern | VI     | 3º      |
| 2004–05   | Bezirksoberliga Oberbayern | VI     | 11º     |
| 2005–06   | Bezirksoberliga Oberbayern | VI     | 15º ↓   |
| 2006–07   | Bezirksliga Oberbayern-Ost | VII    | 5º      |
| 2007–08   | Bezirksliga Oberbayern-Ost | VII    | 2º      |
| 2008–09   | Bezirksliga Oberbayern-Ost | VIII   | 1º ↑    |
| 2009–10   | Bezirksoberliga Oberbayern | VII    | 7º      |
| 2010–11   | Bezirksoberliga Oberbayern | VII    | 4º      |
| 2011–12   | Bezirksoberliga Oberbayern | VII    | 12º ↑   |
| 2012–13   | Landesliga Bayern-Südost   | VI     | 13º     |
| 2013–14   | Landesliga Bayern-Südost   | VI     | 17º ↓   |
| 2014–15   | Bezirksliga Oberbayern-Ost | VII    | 4º      |
| 2015–16   | Bezirksliga Oberbayern-Ost | VII    | 5º      |
| 2016–17   | Bezirksliga Oberbayern-Ost | VII    | 6º      |
| 2017–18   | Bezirksliga Oberbayern-Ost | VII    | 8º      |
| 2018–19   | Bezirksliga Oberbayern-Ost | VII    | 1º ↑    |
| 2019–21   | Landesliga Bayern-Südost   | VI     | 16º     |
| 2021–22   | Landesliga Bayern-Südost   | VI     | 12º     |
| 2022–23   | Landesliga Bayern-Südost   | VI     | 9º      |
| 2023–24   | Landesliga Bayern-Südost   | VI     | 15º ↓   |
| 2024–25   | Bezirksliga Oberbayern-Ost | VII    | 2º      |

- Com a introdução das Bezirksoberligas em 1988 como o novo quinto escalão, abaixo das Landesligas, todas as ligas abaixo caíram um escalão. Com a introdução das Regionalligas em 1994 e a 3. Liga em 2008 como o novo terceiro escalão, abaixo da 2. Bundesliga, todas as ligas abaixo caíram um escalão. Com o estabelecimento da Regionalliga Bayern como o novo quarto escalão em 2012, a Bayernliga foi dividida na divisão norte e divisão sul, o número de Landesligas expandiram de três à quatro e as Bezirksoberligas foram abolidas. Todas ligas abaixo das Bezirksligas foram elevadas um escalão.

| ↑ Promovido | ↓ Despromovido | Em andamento |

## Retrospecto na Copa da Alemanha
| Temporada | Fase          | Data                 | Mandante    | Adversário    | Resultado              | Público |
| 1979–80   | Primeira fase | 25 de agosto de 1979 | TSV Ampfing | Bramfelder SV | 1 a 2 (na prorrogação) |         |

Fonte:«DFB-Pokal (em alemão)». Weltfussball.de. Consultado em 29 de maio de 2009

## Fonte
- Grüne, Hardy (2001). Vereinslexikon. Kassel: AGON Sportverlag ISBN 3-89784-147-9